# Ковшова Зоя Іллівна
Зоя Іллівна Ковшова (нар. 1958, село Чемлиж Севського району Брянської області, тепер Російська Федерація) — українська радянська діячка, ткаля Дарницького шовкового комбінату міста Києва. Депутат Верховної Ради СРСР 11-го скликання.

## Біографія
Народилася в багатодітній селянській родині Іллі Степановича та Катерини Іванівни Ковшових.
Освіта середня спеціальна. У 1976 році закінчила професійно-технічне училище в місті Києві.
З 1976 року — ткаля Дарницького шовкового комбінату імені 60-річчя Великої Жовтневої соціалістичної революції міста Києва.
Член КПРС з 1978 року.